# Eleonora d'Este (religiosa 1597)
Eleonora d'Este (Modena, 1597 – Modena, 19 settembre 1661) fu principessa di Modena e Reggio per nascita e divenne badessa del monastero di Santa Chiara di Carpi col nome di suor Angela Caterina.

## Biografia
Figlia del duca di Modena e Reggio Cesare d'Este e di Virginia de' Medici, il 14 dicembre 1608 Eleonora, ancora undicenne (quindi con due anni di anticipo sulle norme canoniche), entrò nel monastero di Santa Chiara di Carpi per diventare clarissa francescana tre anni dopo, il 19 giugno 1611, prendendo il nome di suor Angela Caterina.
Divenuta badessa per vari trienni a partire dai ventisette anni (in luogo dei quaranta prescritti), gestiva il convento come una principessa, attorniata da una vera corte. Questa era composta dalla maggioranza delle monache, sue parenti ed amiche.
Dal mese di settembre del 1637 alcune monache si scoprirono possedute dal diavolo, e si creò un caso di possessione diabolica collettiva simile a quello più famoso delle Orsoline di Loudun. Dopo inutili tentativi di esorcismo, l’invio di un commissario del Sant'Uffizio pose fine al fenomeno. Il trasferimento di alcune suore, maggiormente coinvolte, fece tornare la pace nel convento. La badessa, ritenuta responsabile morale delle presunte possessioni, venne inviata nel 1639 al monastero benedettino di Modena, dove morì nel 1661.

## Ascendenza
|                     |                           |                                | Genitori                  |  |  | Nonni |  |  | Bisnonni         |  |  | Trisnonni       |  |
|                     |                           |                                |                           |  |  |       |  |  | Alfonso I d'Este |  |  | Ercole I d'Este |  |
|                     |                           |                                |                           |  |  |       |  |  | Alfonso I d'Este |  |  | Ercole I d'Este |  |
|                     |                           | Eleonora d'Aragona             |                           |  |  |       |  |  | Alfonso I d'Este |  |  |                 |  |
| Alfonso d'Este      |                           |                                |                           |  |  |       |  |  | Alfonso I d'Este |  |  |                 |  |
|                     |                           | Laura Dianti                   | Francesco Boccacci Dianti |  |  |       |  |  |                  |  |  |                 |  |
|                     |                           | Laura Dianti                   | Francesco Boccacci Dianti |  |  |       |  |  |                  |  |  |                 |  |
|                     |                           | Laura Dianti                   | …                         |  |  |       |  |  |                  |  |  |                 |  |
| Cesare d'Este       |                           | Laura Dianti                   |                           |  |  |       |  |  |                  |  |  |                 |  |
|                     |                           | Francesco Maria I Della Rovere | Giovanni Della Rovere     |  |  |       |  |  |                  |  |  |                 |  |
|                     |                           | Francesco Maria I Della Rovere | Giovanni Della Rovere     |  |  |       |  |  |                  |  |  |                 |  |
|                     |                           | Francesco Maria I Della Rovere | Giovanna da Montefeltro   |  |  |       |  |  |                  |  |  |                 |  |
| Giulia Della Rovere |                           | Francesco Maria I Della Rovere |                           |  |  |       |  |  |                  |  |  |                 |  |
|                     |                           | Eleonora Gonzaga Della Rovere  | Francesco II Gonzaga      |  |  |       |  |  |                  |  |  |                 |  |
|                     |                           | Eleonora Gonzaga Della Rovere  | Francesco II Gonzaga      |  |  |       |  |  |                  |  |  |                 |  |
|                     |                           | Eleonora Gonzaga Della Rovere  | Isabella d'Este           |  |  |       |  |  |                  |  |  |                 |  |
| Eleonora d'Este     |                           | Eleonora Gonzaga Della Rovere  |                           |  |  |       |  |  |                  |  |  |                 |  |
|                     | Giovanni dalle Bande Nere | Giovanni il Popolano           |                           |  |  |       |  |  |                  |  |  |                 |  |
|                     | Giovanni dalle Bande Nere | Giovanni il Popolano           |                           |  |  |       |  |  |                  |  |  |                 |  |
|                     | Giovanni dalle Bande Nere | Caterina Sforza                |                           |  |  |       |  |  |                  |  |  |                 |  |
| Cosimo I de' Medici | Giovanni dalle Bande Nere |                                |                           |  |  |       |  |  |                  |  |  |                 |  |
|                     |                           | Maria Salviati                 | Jacopo Salviati           |  |  |       |  |  |                  |  |  |                 |  |
|                     |                           | Maria Salviati                 | Jacopo Salviati           |  |  |       |  |  |                  |  |  |                 |  |
|                     |                           | Maria Salviati                 | Lucrezia de' Medici       |  |  |       |  |  |                  |  |  |                 |  |
| Virginia de' Medici |                           | Maria Salviati                 |                           |  |  |       |  |  |                  |  |  |                 |  |
|                     |                           | Antonio Martelli               | Domenico Martelli         |  |  |       |  |  |                  |  |  |                 |  |
|                     |                           | Antonio Martelli               | Domenico Martelli         |  |  |       |  |  |                  |  |  |                 |  |
|                     |                           | Antonio Martelli               | Fioretta Pitti            |  |  |       |  |  |                  |  |  |                 |  |
| Camilla Martelli    |                           | Antonio Martelli               |                           |  |  |       |  |  |                  |  |  |                 |  |
|                     |                           | Fiammetta Soderini             | Niccolò Soderini          |  |  |       |  |  |                  |  |  |                 |  |
|                     |                           | Fiammetta Soderini             | Niccolò Soderini          |  |  |       |  |  |                  |  |  |                 |  |
|                     |                           | Fiammetta Soderini             | Maddalena Ricasoli        |  |  |       |  |  |                  |  |  |                 |  |
|                     |                           | Fiammetta Soderini             |                           |  |  |       |  |  |                  |  |  |                 |  |